# Londa (Toraja)
Londa ist ein Toraja-Dorf in Toraja Utara, Indonesien ca. 7 km südlich von Rantepao.
Das Dorf ist wegen der Felsgräber eine der Haupttouristenattraktionen in Toraja Utara. Einer Legende nach ist Londa der Bestattungsplatz von Tangdilinoq, dem Toraja-Führer, unter dem die Toraja sich aus Enrekang ins Hochland zurückziehen mussten. Es sind zwei Bestattungstypen zu sehen. Die Adeligen werden in Kammern, die in den Kalkstein geschlagen werden, bestattet. Je höher der Status des Verstorbenen, umso höher seine Kammer, die bis zu 50 Meter hoch liegen kann. Die Kammern der Adeligen sind von Tau-Tau-Ahnenfiguren begleitet. Die Särge der gewöhnlichen Leute werden hingegen in Höhlen und Spalten am Fuße der Felswand bestattet. Die zwei Haupthöhlen, in denen Särge und Knochen liegen, sind durch einen engen Gang verbunden. Londa ist eine der zehn vom indonesischen Kulturministerium auf die "Tentative List" für Nominierungen der UNESCO gesetzten traditionellen Toraja-Siedlungen.